# Aulacorhynchus haematopygus
Araçari-de-dorso-encarnado, tucaninho-d'uropígio-vermelho ou tucaninho-de-rabadilha-vermelha (Aulacorhynchus haematopygus) é uma espécie de tucano encontrada nas florestas andinas do Equador, Colômbia e Venezuela. A sua plumagem é verde, com o bico castanho.
Nos casais observados em cativeiro, o macho e a fêmea se revezam no cuidado e alimentação dos filhotes.

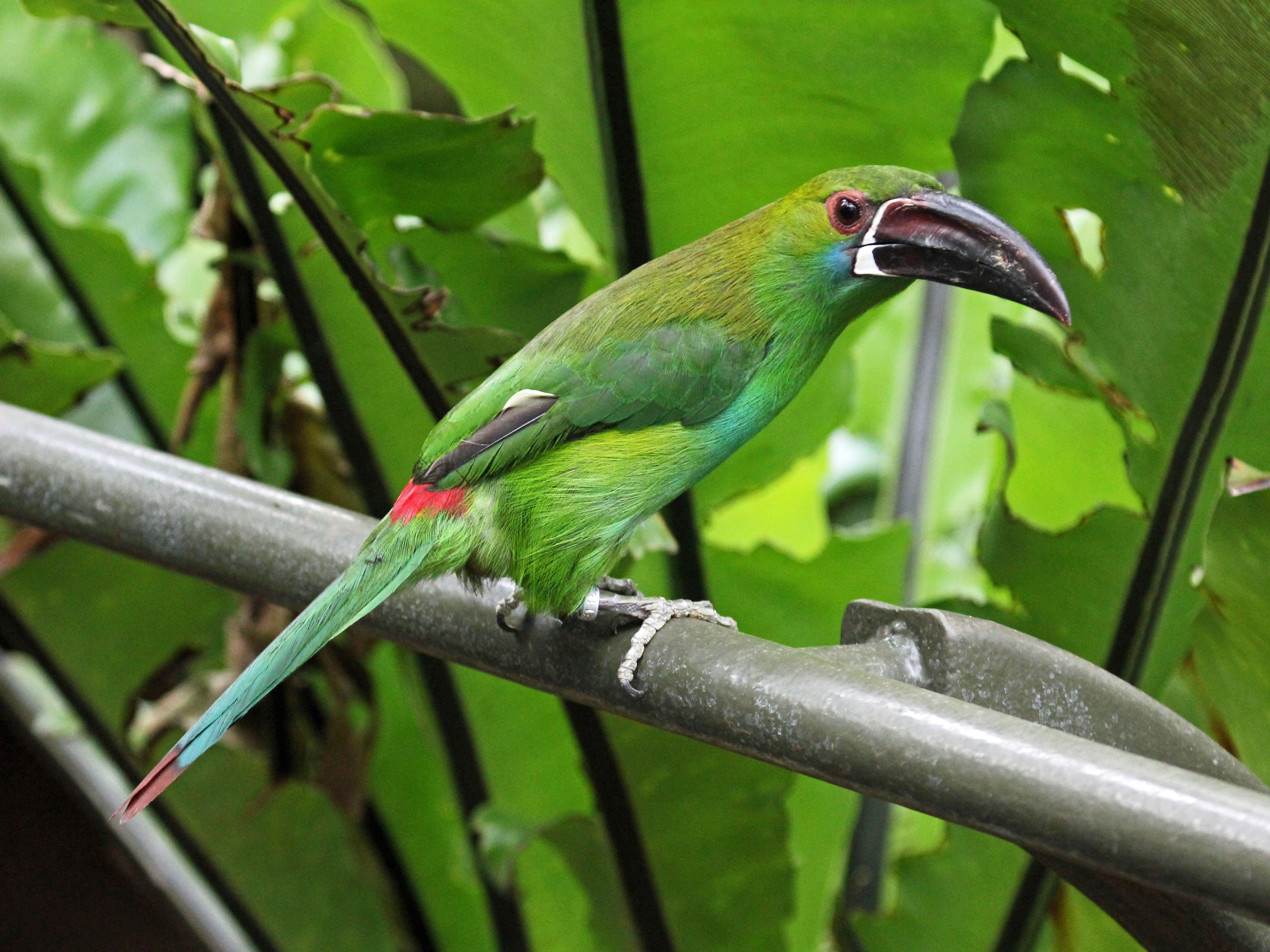
Zoológico de San Diego